# Walter & Virginia
Walter & Virginia (originaltitel: Wellkåmm to Verona) er en svensk dramafilm fra 2006 instrueret af Suzanne Osten. Filmen har blandt andre Jan Malmsjö, Ghita Nørby og Erland Josephson i hovedrollerne. Den fik premiere den 7. april 2006.

## Medvirkende
- Jan Malmsjö som Walter
- Ghita Nørby som Virginia
- Erland Josephson som Joseph
- Simon Norrthon som Lennart
- Victoria Olmarker som Åsa
- Anne-Lise Gabold som Helena
- Malin Ek som Birgit
- Danilo Bejarano som Ahmed
- Piotr Giro som Zoran
- Gösta Bredefeldt som Viktor
- Yvonne Lombard som taxachauffør
- Graham Tainton som præst
- Nisti Stêrk som IKEA-ansat